# Charles Piard
Charles Louis Augustin Piard (París, 14 de diciembre de 1883-París, 17 de abril de 1943) fue un deportista francés que compitió en ciclismo en la modalidad de pista. Ganó una medalla de oro en el Campeonato Mundial de Ciclismo en Pista de 1902, en la prueba de velocidad individual.

## Medallero internacional
| Campeonato Mundial | Campeonato Mundial | Campeonato Mundial | Campeonato Mundial       |
| Año                | Lugar              | Medalla            | Competición              |
| ------------------ | ------------------ | ------------------ | ------------------------ |
| 1902               | Roma (Italia)      | Medalla de oro     | Velocidad individual (A) |